# Roger Nájar
Roger Nájar Kokally (Pucallpa, 26 de septiembre de 1956) es un empresario y político peruano. Fue congresista de la república por Ucayali durante el periodo 2006-2011.

## Biografía
Nació en Pucallpa el 26 de septiembre de 1956.
Cursó sus estudios primarios y secundarios en su ciudad natal.
Es pequeño empresario. Fundó la ONG “Amazonía Siempre verde”, asimismo es cofundador de Confederación General de Trabajadores del Perú (CGTP) de Ucayali. En 1975 inició estudios de Economía en la Universidad Inca Garcilaso de la Vega, carrera que dejó de lado en 1978.

## Trayectoria política
Empezó su carrera política en las elecciones regionales y municipales del 2002 como candidato de consejero regional de Ucayali por Somos Perú, sin embargo, no resultó elegido.
En las elecciones generales del 2006, fue elegido congresista de la república en representación de Ucayali por Unión por el Perú, con 8,739 votos, para el periodo parlamentario 2006-2011.
Regresó como candidato al Congreso en las elecciones generales del 2016 por Perú Libertario donde no tuvo éxito.
En las elecciones regionales del 2018, Nájar se presentó como candidato al Gobierno Regional de Ucayali por Perú Libertario quedando en noveno lugar.
Fue coordinador del "Plan Bicentenario" de Perú Libre que tenía como candidato presidencial a Pedro Castillo en las elecciones generales del 2021. En dichas elecciones, Nájar postuló nuevamente al Congreso de la República encabezando la lista de Lima, sin embargo, su candidatura fue excluida tras no consignar una sentencia relacionada con una hija no reconocida.

## Controversias
Con aproximadamente 30 años de edad, Nájar tuvo una hija con una niña menor de 14 años. Posteriormente fue denunciado por impago de la pensión alimentaria y de violación sexual.
En el año 2009, estuvo involucrado en una polémica tras revelarse que su auxiliar Jesús Zaragoza había acompañado al emerretista Alberto Carías en una reunión del partido Patria Libre.